# مسعود قمی
خواجه مسعود قمی (درگذشت ۸۹۰ هجری) شاعر ایرانی اهل قم بوده است.

## زندگی
از زندگی او اطلاعات زیادی در دست نیست. او از اعیان قم بوده و منصب قضا را نیز در دست داشته است.

## آثار
سه مثنوی از این شاعر باقی مانده است.
- شمس و قمر: این مثنوی در پیوی خسرو و شیرین نظامی سروده شده است. در دیباچه او از امیر خسرو دهلوی باد می‌کند. در داستان شمس دختر و قمر پسر است
- مخزن معنی یا مناظره تیغ و قلم: بعد از مناجات و حمد و نعت مدح شاهزاده یوسف بهارخان را نموده است. نسخه‌ای ازاء این مثنوی در کتابخانه آصفیه موجود است.
- یوسف و زلیخا: داستان یوسف و زلیخا به نظم در این اثر نگاشته شده است. در این اثر همچنین شاعر به سفر خود به عراق و خراسان می‌پردازد. او در هرات نیز بوده است و به امیر علی شیر نوایی نیز ارادت می‌ورزد. نسخه‌ای از این منظومه در کتابخانه مجلس شورای اسلامی وجود دارد.[۲] شعر زیر نمونه‌ای از اشعار اوست:

| مرا عمری است تا دل دارد این تاب |  | که بندم صورتی روشن چو مهتاب  |
| گهی در رزمگاه و نیزه و تیر      |  | کنم فصلی به چندین نکته تقریر |

برخی منابع ادعا کرده‌اند که اثری از او به نام «تاریخ حسین بن بایقرا»، در ده یا دوازده هزار بیت، در بیان تاریخ و احوال عهد سلطان حسین بایقرا موجود است. ولی بعد از تحقیقات از این مثنوی اثری پیدا نشده است.